# Aston Martin DBS Superleggera

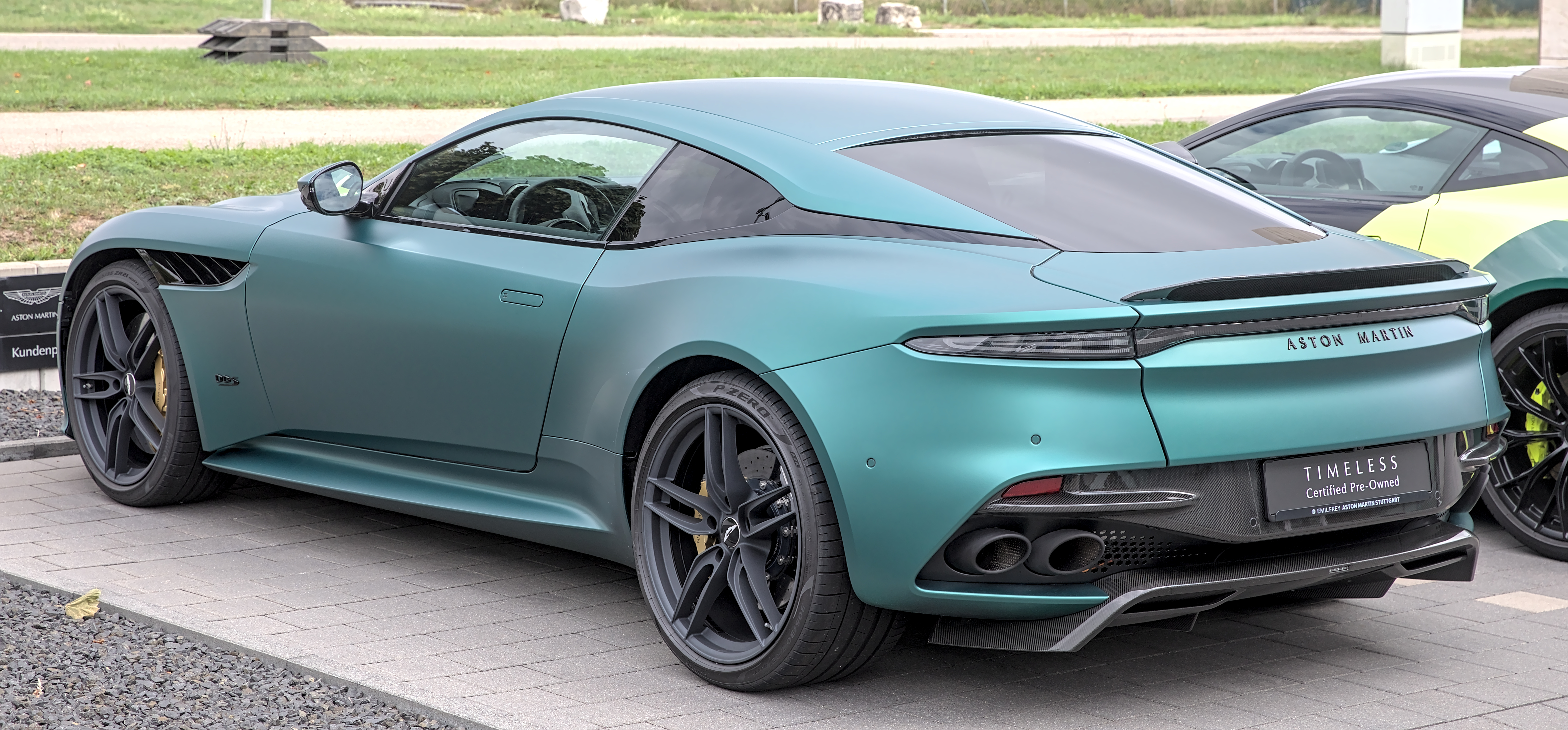
Heckansicht

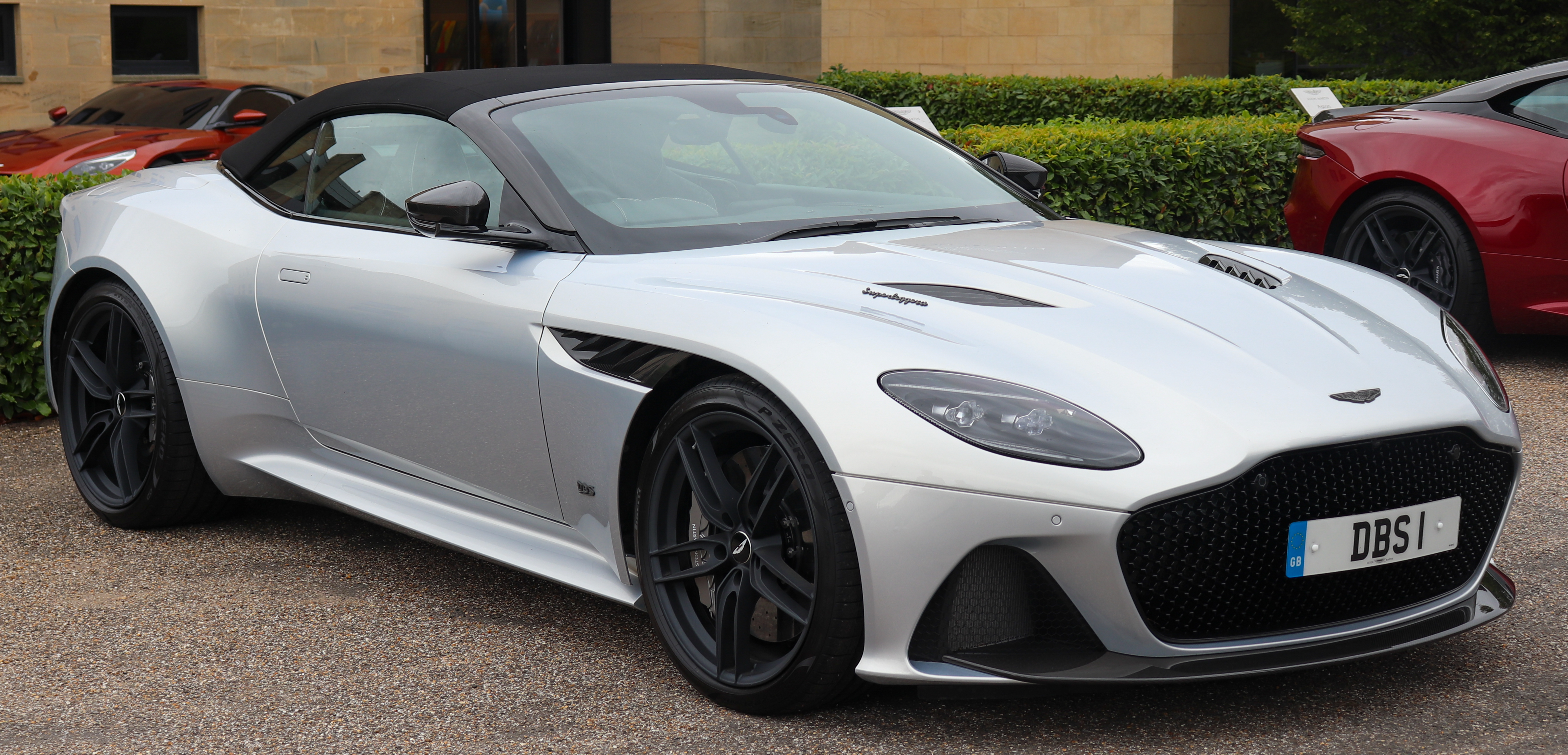
Aston Martin DBS Superleggera Volante

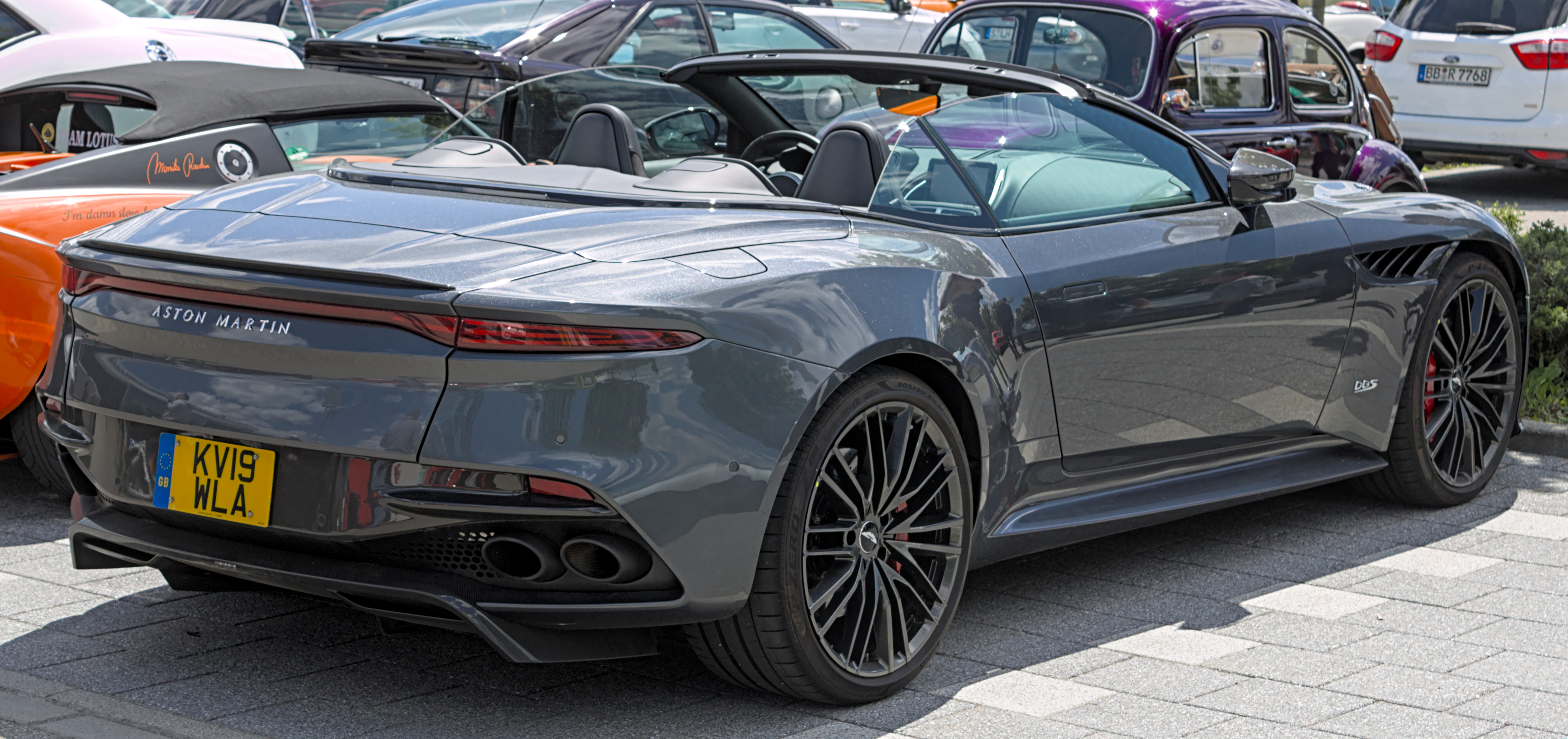
Heckansicht

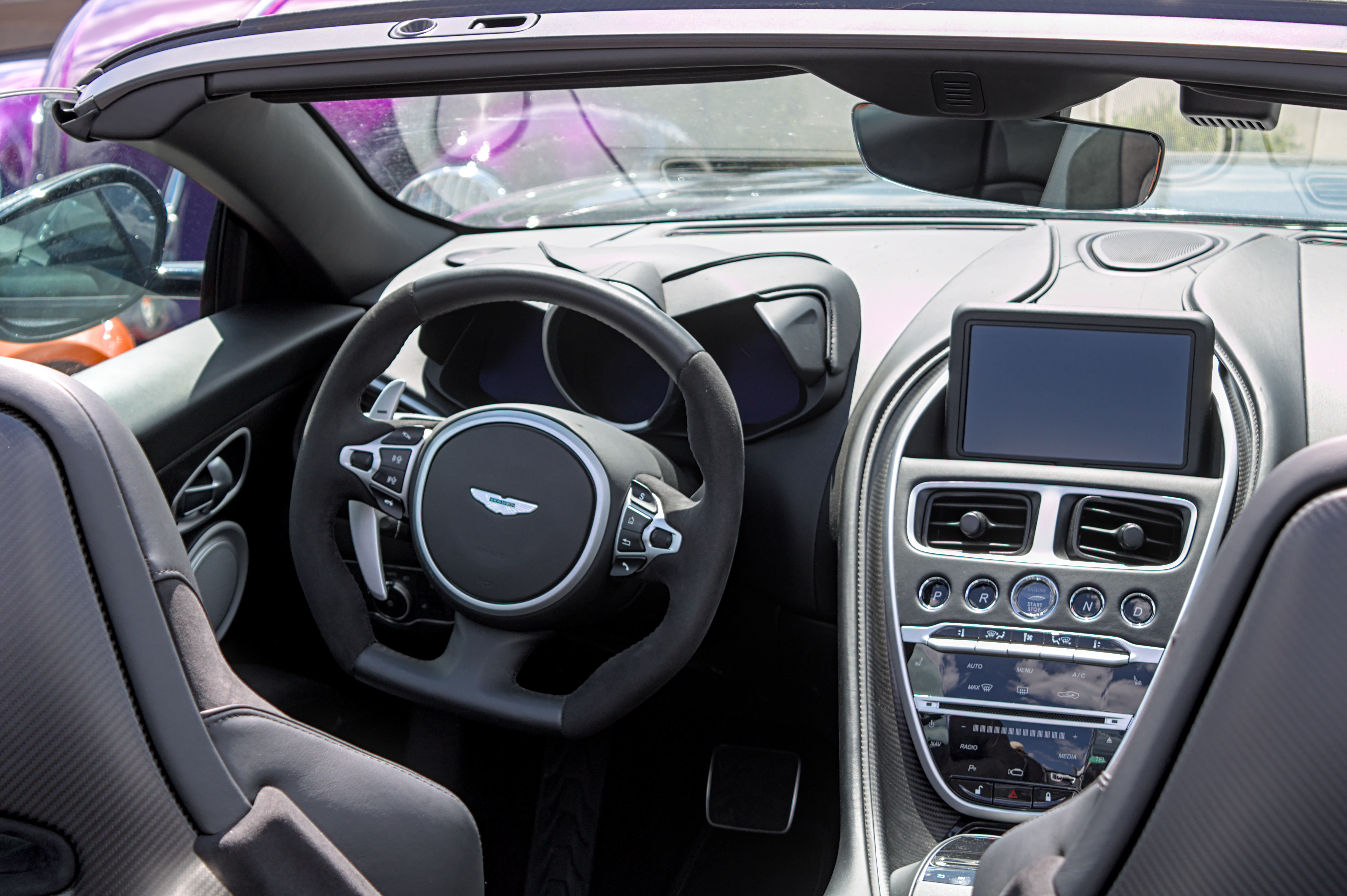
Innenansicht

Der Aston Martin DBS Superleggera ist ein Sportwagen des britischen Automobilherstellers Aston Martin. Er löste den zwischen 2012 und 2018 gebauten Vanquish ab und setzt die Typenbezeichnung DB (die Initialen von David Brown) weiter fort.

## Geschichte
Aston Martin präsentierte den Sportwagen am 26. Juni 2018. Die ersten Fahrzeuge wurden im Dezember 2018 ausgeliefert.
Die Cabrio-Variante Volante wurde im April 2019 vorgestellt, ab Juli 2019 wurde sie ausgeliefert.
Zum 100-jährigen Bestehen des italienischen Designstudios Zagato wurde im Herbst 2019 der Aston Martin DBS GT Zagato auf Basis des DBS Superleggera vorgestellt. Er wurde nur gemeinsam mit einem Nachbau des Aston Martin DB4 GT Zagato verkauft. Insgesamt waren 19 Exemplare eines jeden Modells geplant. Den Preis für beide Fahrzeuge gab Aston Martin mit sechs Millionen Pfund Sterling vor Steuern an.
Zum Modelljahr 2022 entfiel der Begriff Superleggera in der Modellbezeichnung.

## Fahrzeugcharakteristika
Das Chassis des DBS Superleggera ist eine Weiterentwicklung des DB11-Chassis und enthält einige Teile aus kohlenstofffaserverstärktem Kunststoff. Das Emblem auf der Motorhaube ist gegen Aufpreis in Gold erhältlich.
Im Innenraum wird das Comand-Infotainmentsystem von Mercedes-Benz eingebaut, das sich auch in der C-, E- und S-Klasse findet. Der Sportwagen hat vier Sitzplätze.
Anstelle des 5,9-Liter-V12 aus dem Vanquish, der noch unter der Regie von Ford entstand, hat der DBS Superleggera wie der DB11 einen von Aston Martin selbst entwickelten 5,2-Liter-V12-Biturbo-Motor. Er leistet 533 kW (725 PS) und gibt ein maximales Drehmoment von 900 Newtonmeter ab. Auf 100 km/h beschleunigt der DBS Superleggera in 3,4 Sekunden, die Höchstgeschwindigkeit beträgt 340 km/h.

## Technische Daten
|                                | DBS                               | DBS Volante                       | DBS 770 Ultimate                  | DBS 770 Ultimate Volante          |
| Bauzeitraum                    | 12/2018–07/2023                   | 07/2019–07/2023                   | 01/2023–09/2024                   | 01/2023–09/2024                   |
| Motorkenndaten                 |                                   |                                   |                                   |                                   |
| Zylinder/Motorbauart           | Zwölfzylinder-V-Motor             | Zwölfzylinder-V-Motor             | Zwölfzylinder-V-Motor             | Zwölfzylinder-V-Motor             |
| Motoraufladung                 | zwei Abgasturbolader              | zwei Abgasturbolader              | zwei Abgasturbolader              | zwei Abgasturbolader              |
| Ventile                        | 48                                | 48                                | 48                                | 48                                |
| Hubraum                        | 5204 cm³                          | 5204 cm³                          | 5204 cm³                          | 5204 cm³                          |
| Verdichtungsverhältnis         | 9,3 : 1                           | 9,3 : 1                           | 9,2 : 1                           | 9,2 : 1                           |
| max. Leistung bei min−1        | 533 kW (725 PS)/6500              | 533 kW (725 PS)/6500              | 566 kW (770 PS)/6500              | 566 kW (770 PS)/6500              |
| max. Drehmoment bei min−1      | 900 Nm/1800–5000                  | 900 Nm/1800–5000                  | 900 Nm/1800–5000                  | 900 Nm/1800–5000                  |
| Kraftübertragung               |                                   |                                   |                                   |                                   |
| Antrieb                        | Transaxle-Hinterradantrieb        | Transaxle-Hinterradantrieb        | Transaxle-Hinterradantrieb        | Transaxle-Hinterradantrieb        |
| Getriebe                       | 8-Stufen-Automatikgetriebe von ZF | 8-Stufen-Automatikgetriebe von ZF | 8-Stufen-Automatikgetriebe von ZF | 8-Stufen-Automatikgetriebe von ZF |
| Messwerte                      |                                   |                                   |                                   |                                   |
| Beschleunigung 0–100 km/h      | 3,4 s                             | 3,6 s                             | 3,4 s                             | 3,6 s                             |
| Höchstgeschwindigkeit vmax     | 340 km/h                          | 340 km/h                          | 340 km/h                          | 340 km/h                          |
| Leergewicht                    | 1845 kg                           | 1945 kg                           | 1845 kg                           | 1945 kg                           |
| EU-Normverbrauch/100 km (NEFZ) | 12,4 l Super Plus                 | 12,8 l Super Plus                 | k. A.                             | k. A.                             |
| CO2-Ausstoß (NEFZ)             | 285 g/km                          | 295 g/km                          | k. A.                             | k. A.                             |
| EU-Normverbrauch/100 km (WLTP) | 13,5 l Super Plus                 | 14,0 l Super Plus                 | 13,5 l Super Plus                 | 13,5 l Super Plus                 |
| CO2-Ausstoß (WLTP)             | 295 g/km                          | 306 g/km                          | 314 g/km                          | 314 g/km                          |

## Sondermodelle

### DBS 59
Anlässlich des 60-jährigen Jubiläum des Doppelsieges beim 24-Stunden-Rennen von Le Mans 1959 präsentierte Aston Martin am 1. November 2018 ein auf 24 Exemplare limitiertes Sondermodell des DBS Superleggera, das optisch an den Aston Martin DBR1 erinnern soll. Technisch bleibt das Sondermodell gegenüber dem Serienfahrzeug unverändert.

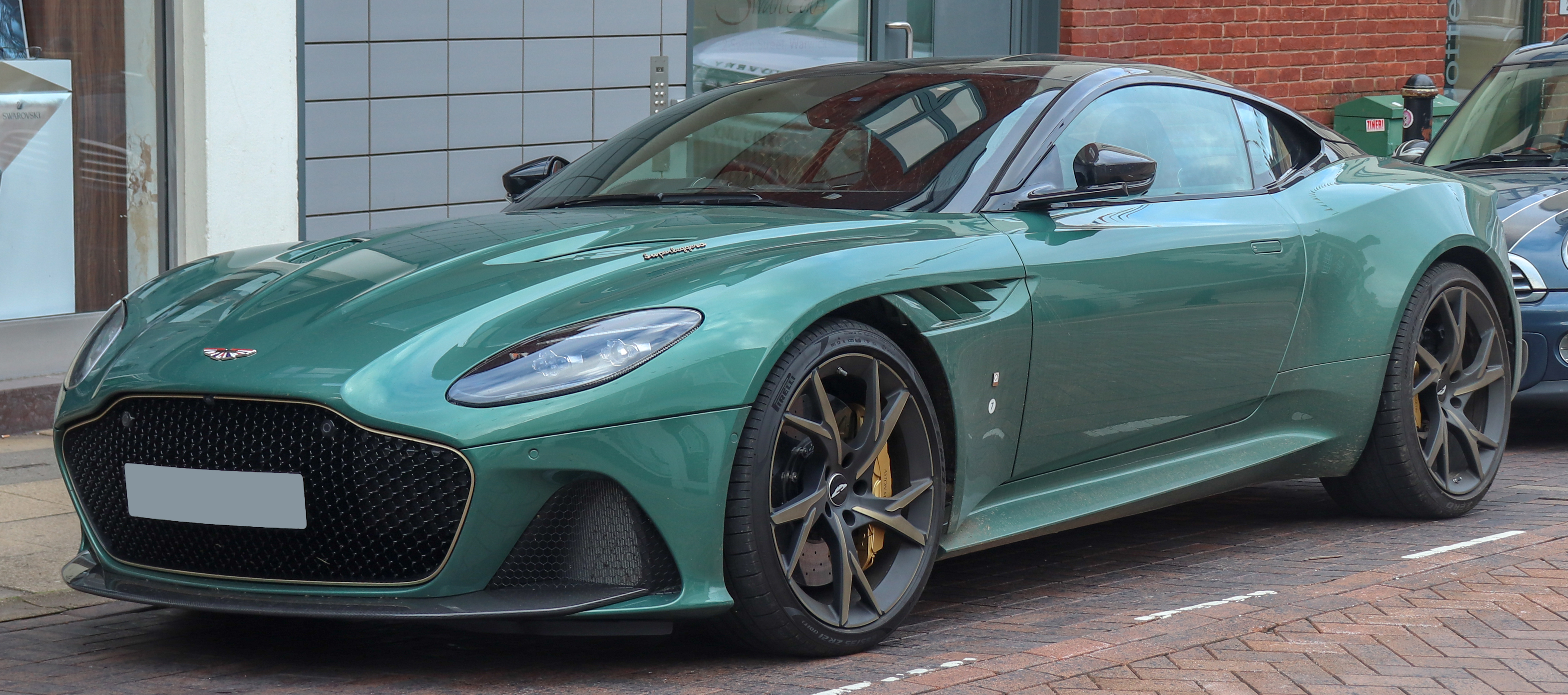
Aston Martin DBS 59
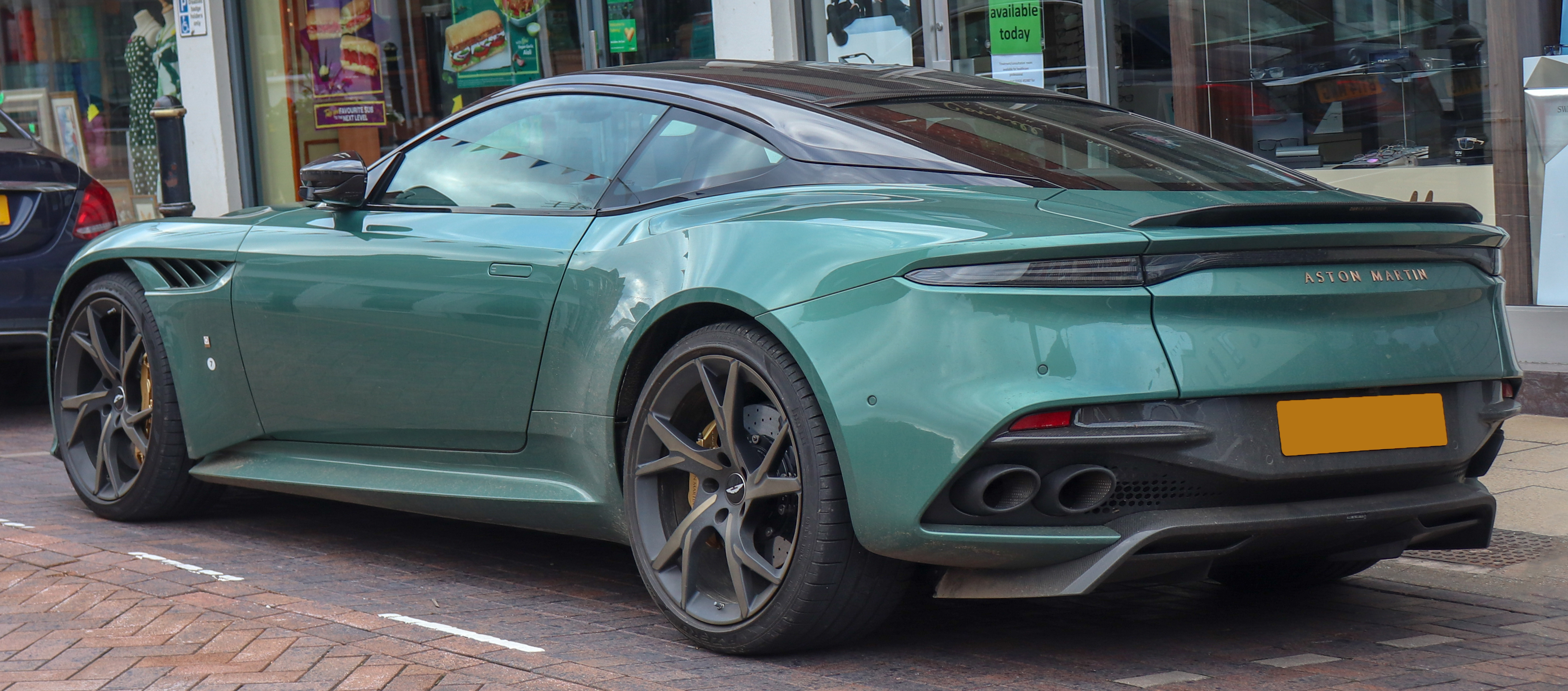
Heckansicht

### OHMSS Special Edition
Aufgrund des 50-jährigen Jubiläums des Films James Bond 007 – Im Geheimdienst Ihrer Majestät stellte Aston Martin am 22. Mai 2019 das auf 50 Exemplare limitierte Sondermodell On Her Majesty’s Secret Service (OHMSS) Special Edition vor. Das olivgrün lackierte Fahrzeug soll an den Aston Martin DBS Vantage erinnern, den James Bond in diesem Film fuhr. Diamantgedrehte Schmiederäder sowie ein anderer Frontgrill zitieren den 50 Jahre alten Filmwagen. Im Innenraum setzt Aston Martin viele rote Akzente, die als Reminiszenz an das rote Handschuhfach des Filmautos dienen. Auch dieses Sondermodell hat gegenüber dem Serienfahrzeug ein unverändertes Antriebskonzept.

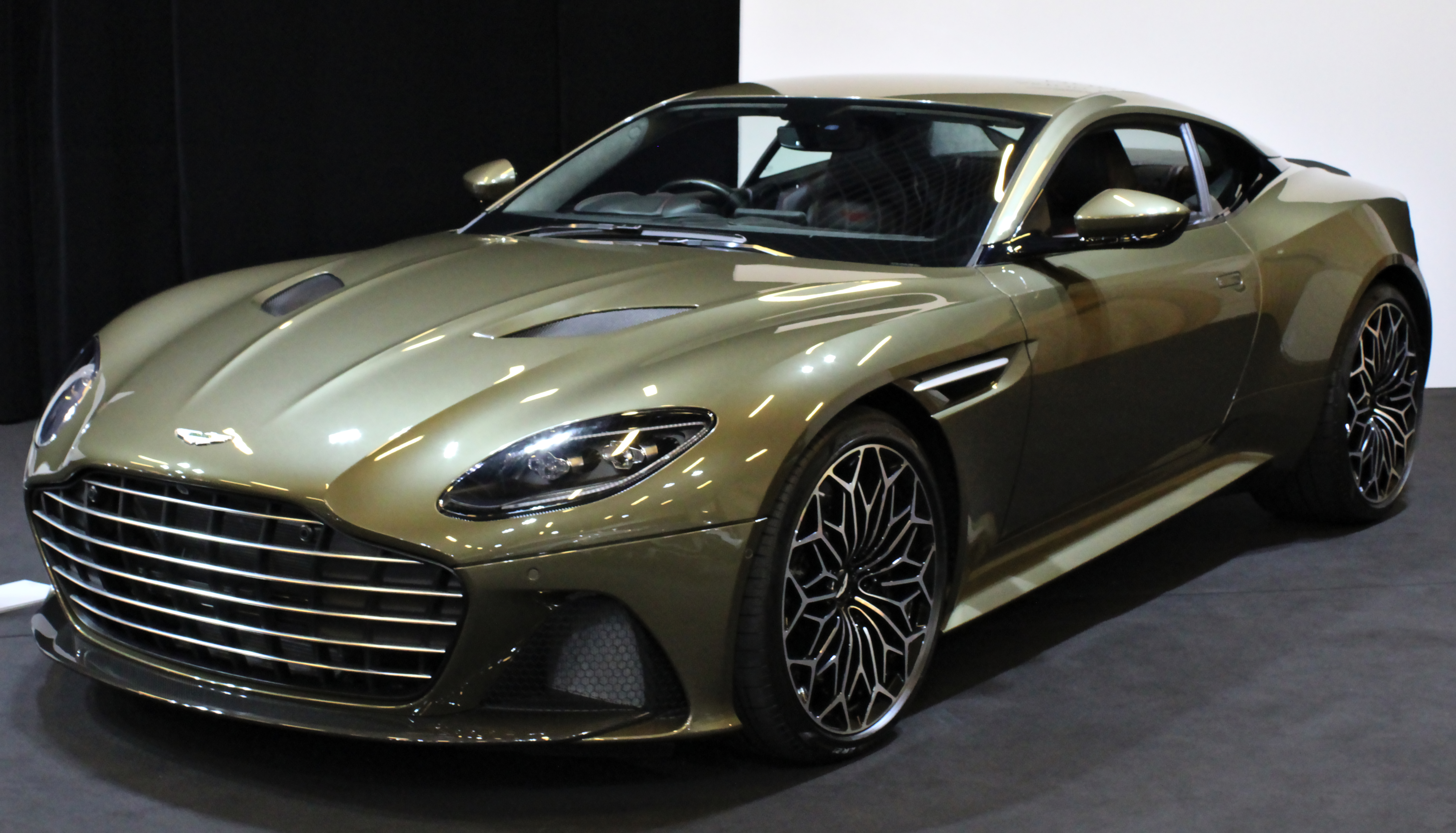
Aston Martin DBS Superleggera OHMSS Special Edition auf der Top Marques Monaco 2019
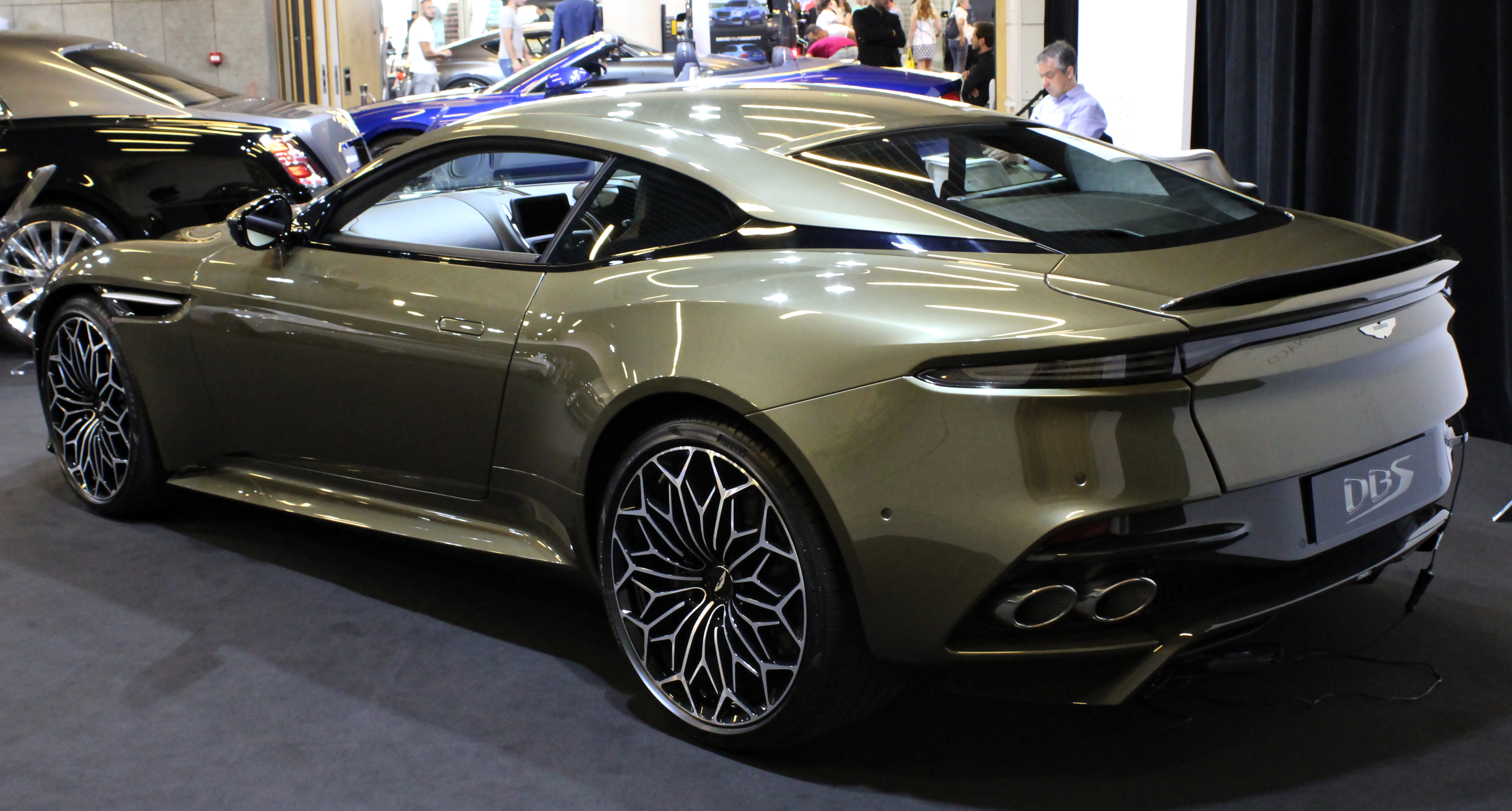
Heckansicht
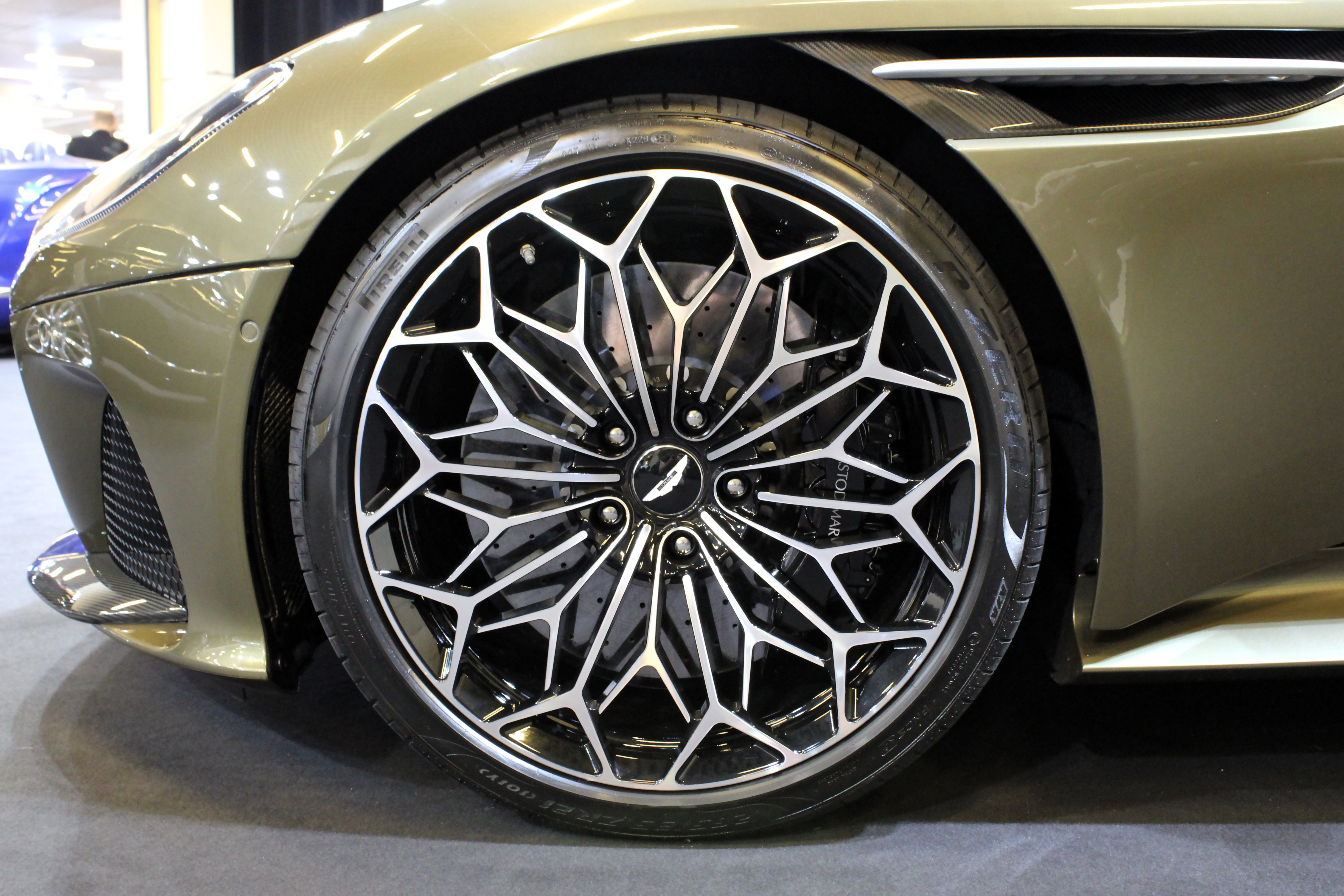
Diamantgedrehtes Schmiederad
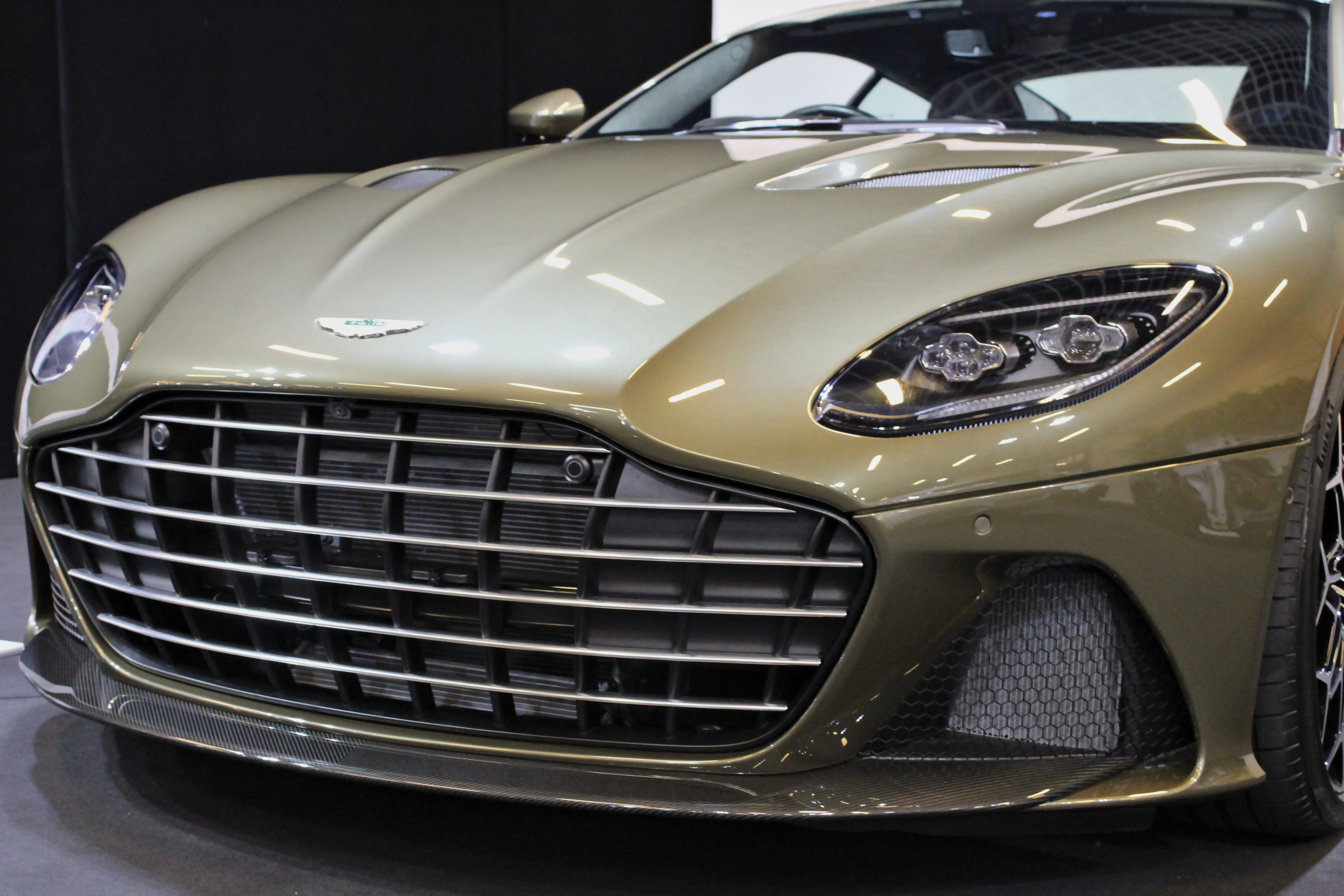
Frontgrill
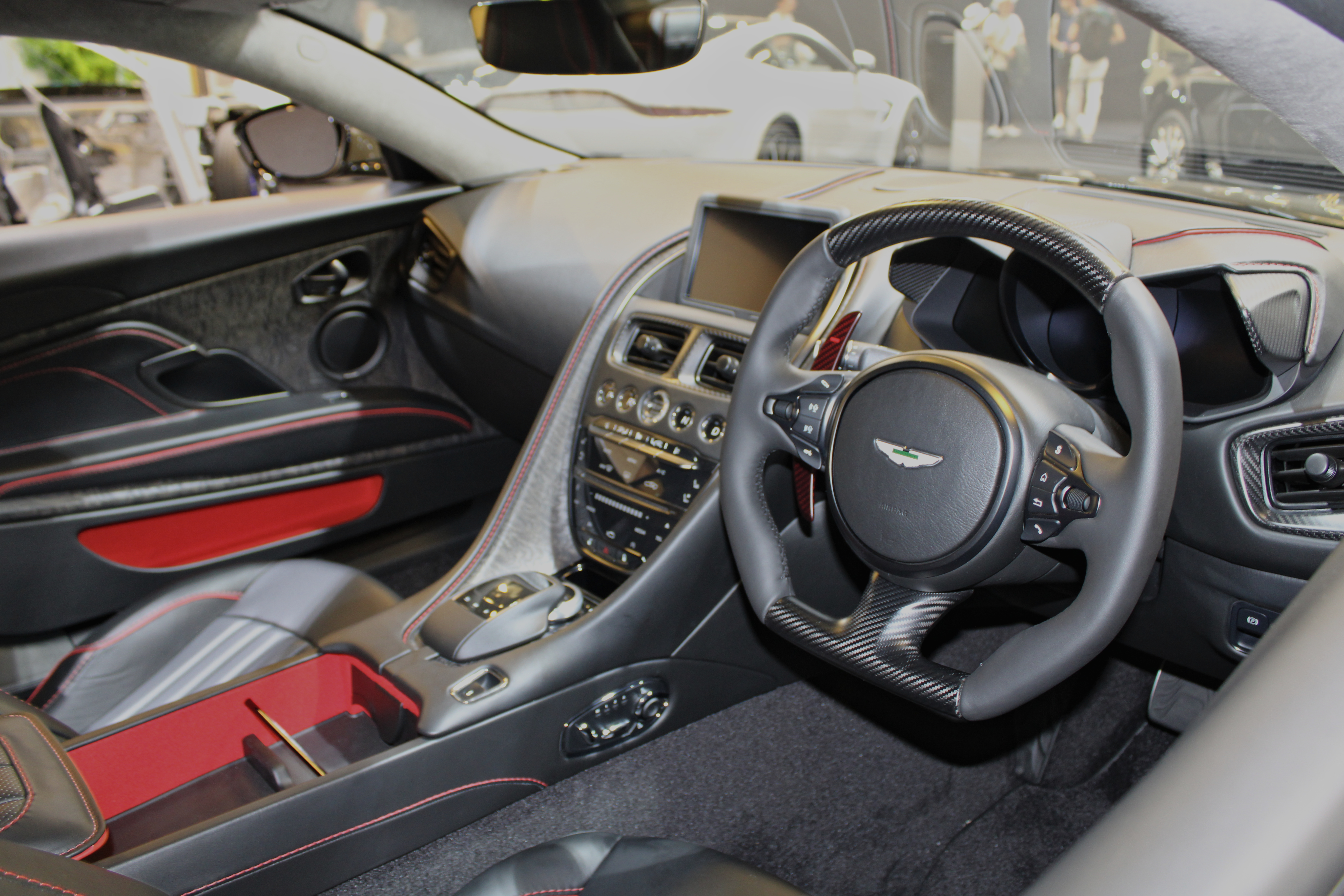
Innenansicht

### Concorde Edition
Anlässlich des 50-jährigen Jubiläums des Überschall-Passagierflugzeugs Concorde präsentierte Aston Martin am 26. November 2019 das auf zehn Exemplare limitierte Sondermodell Concorde Edition. Unter anderem ist dieses Modell durch eine Lackierung in den Farben von British Airways und ein blaues Interior im Stil der britischen Fluggesellschaft gekennzeichnet. Antriebsseitig ändert sich gegenüber dem Serienmodell nichts.

### 007 Edition
Auf 25 Exemplare limitiert ist das am 17. August 2020 präsentierte Sondermodell 007 Edition. Es soll an den Start des Films James Bond 007: Keine Zeit zu sterben erinnern, der im September 2021 in Deutschland in die Kinos kam (der ursprüngliche Filmstart war für April 2020 geplant, wurde aber wegen der Corona-Pandemie mehrmals verschoben). Die Ausstattung ähnelt der eines DBS Superleggera im Film. Technisch bleibt das Sondermodell unverändert.

### 770 Ultimate
Im Januar 2023 wurde das auf 499 Exemplare (300 Coupé, 199 Volante) limitierte Sondermodell 770 Ultimate vorgestellt. Die maximale Leistung wurde mit einem erhöhten Ladedruck auf 566 kW (770 PS) erhöht.

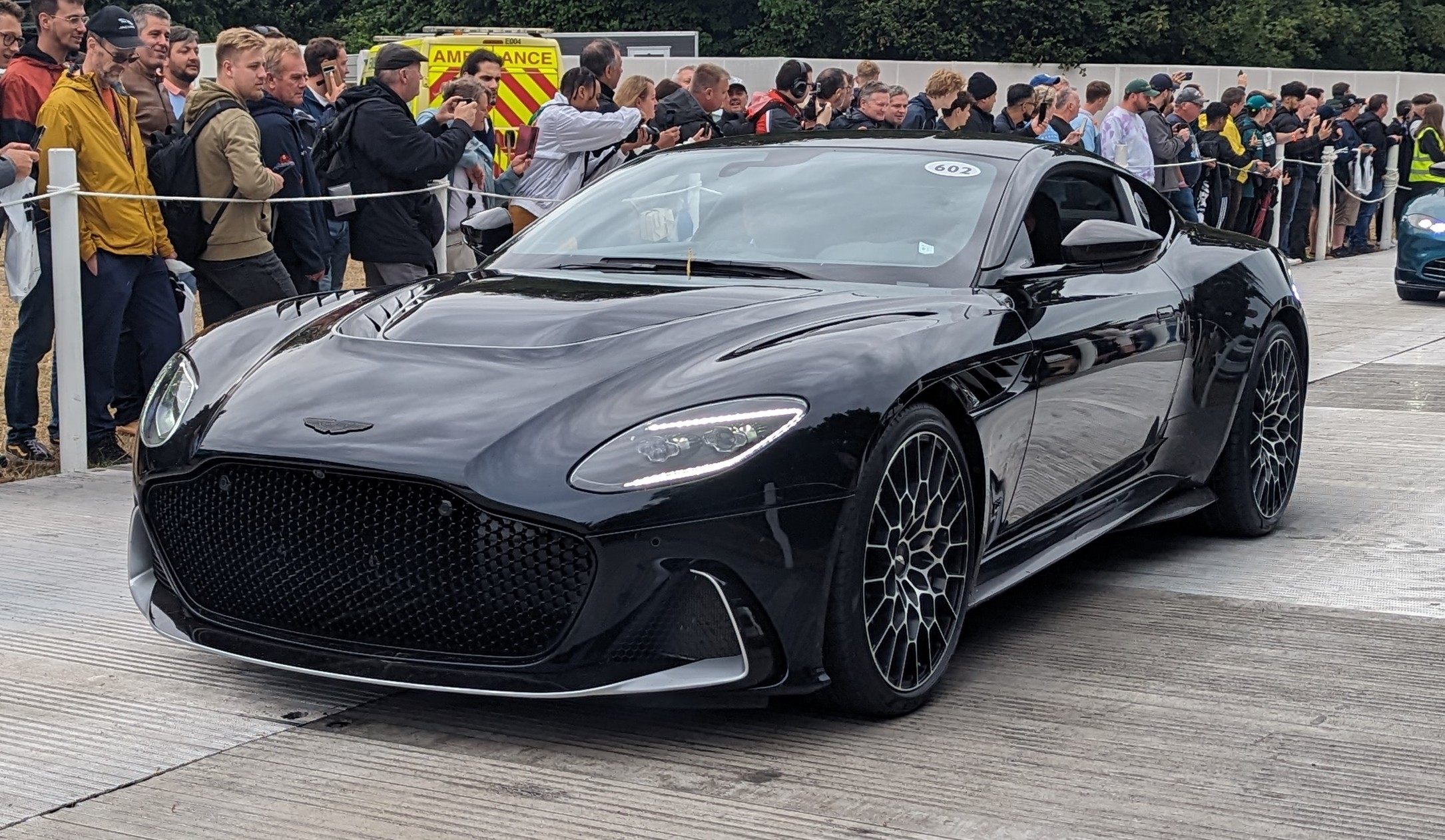
Aston Martin 770 Ultimate
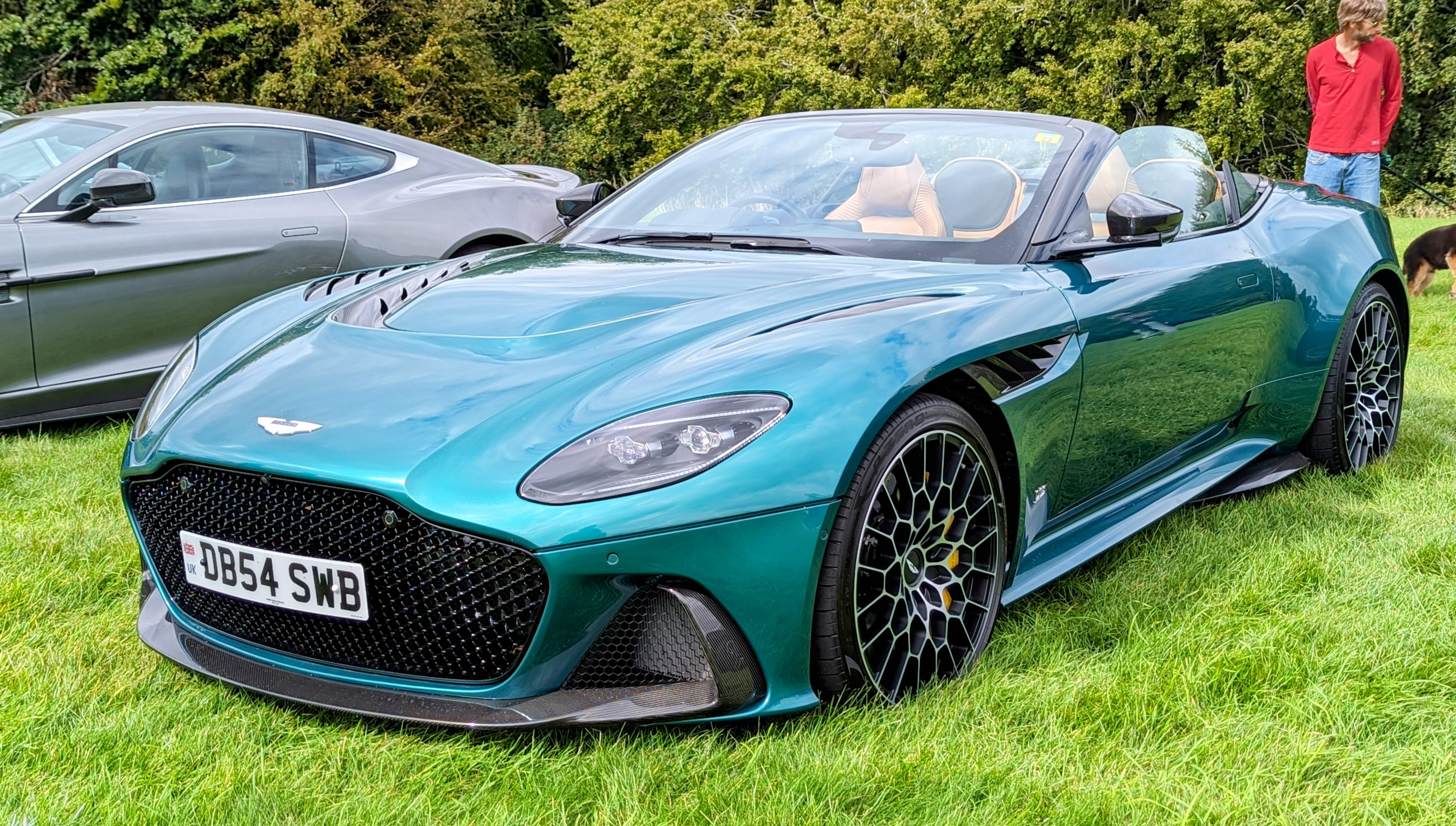
Aston Martin 770 Ultimate Volante